# Olimpiada Internacional de Filosofía

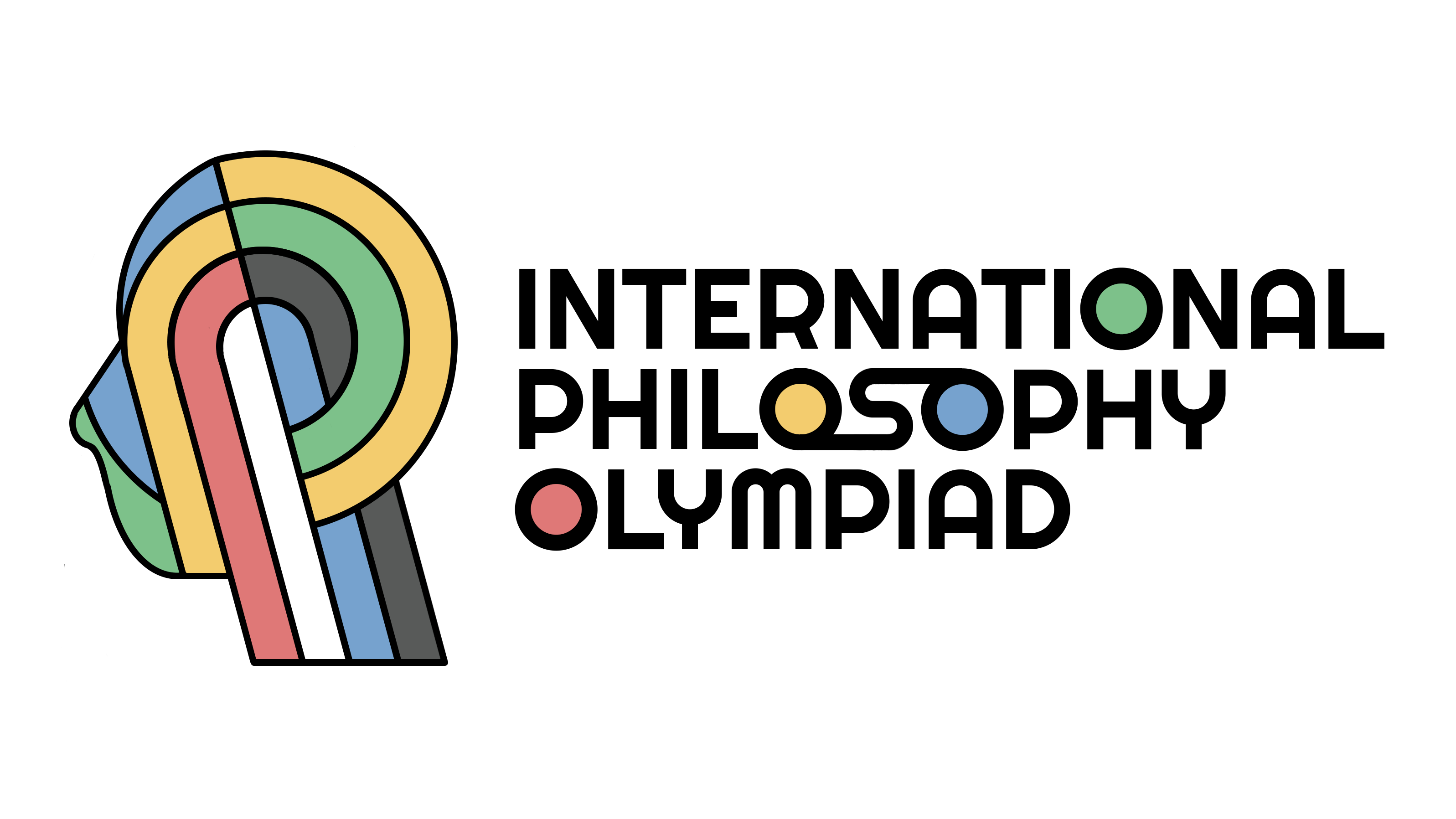
Logotipo de la Olimpiada Internacional de Filosofía.

La Olimpiada Internacional de Filosofía (IPO, por sus siglas en inglés) es una competencia de filosofía para estudiantes de secundaria. Está organizada bajo los auspicios de la FISP (Fédération Internationale des Sociétés de Philosophie), y apoyada por la UNESCO.

## Objetivos
Los objetivos de la IPO son:
1. Promover la formación filosófica en el nivel de educación secundaria e incrementar el interés de los estudiantes de secundaria por la filosofía.
2. Fomentar el desarrollo de competencias nacionales, regionales y locales de filosofía entre estudiantes de secundaria de todo el mundo.
3. Contribuir al desarrollo del pensamiento crítico, inquisitivo y creativo.
4. Promover la reflexión filosófica sobre la ciencia, el arte y la vida social.
5. Cultivar la capacidad de reflexión ética sobre los problemas del mundo moderno.
6. Por medio de intercambios intelectuales y personales entre jóvenes de diferentes países, promover la cultura de la paz.

## Historia
La Olimpiada Internacional de Filosofía fue fundada en 1993 por profesores de filosofía de Bulgaria (Prof. Ivan Kolev), Rumanía (Prof. Elena Florina Otet), Polonia (Prof. Wladislaw Krajevsky), Turquía (Prof. Nuran Direk) y Alemania (Prof. Gerd Gerhardt). Comenzó con tres países y ahora participan más de 40.
El logotipo de la Olimpiada Internacional de Filosofía (IPO) es el fruto de un concurso de diseño, el IPO Logo Contest, convocado por primera vez en 2024 durante la Olimpiada celebrada en Helsinki. Antes de esto, la IPO carecía de una representación visual oficial. El concurso se organizó con el objetivo de dotar a la IPO de un símbolo que reflejara su herencia y sus ideales.

La propuesta de logotipo presentada por Sacha Pierluigi, elegido en la IPO 2024 de Helsinki.

La propuesta de diseño de Sacha Pierluigi, un joven de 17 años perteneciente a la delegación francesa, fue elegida como la ganadora del Concurso de Logotipos IPO por los participantes y el comité de selección. Su logotipo destacó por su interpretación moderna y su habilidad para capturar el espíritu de la filosofía y la unidad intelectual. El diseño simboliza el compromiso de la juventud mundial con la reflexión intelectual y el diálogo intercultural, pilares fundamentales de la IPO.
Este nuevo logotipo será adoptado oficialmente por la IPO a partir del año 2025, marcando el comienzo de una nueva era para la organización y proporcionando una identidad visual unificada para las futuras ediciones del evento. El logotipo tiene la aspiración de convertirse en uno de los pocos íconos representativos de la filosofía, uniendo diversas corrientes filosóficas bajo una misma bandera.

## Organización
La IPO es organizada cada año en mayo por uno de los países participantes. Está abierta a estudiantes de todos los países del mundo, que estudien en la secundaria al momento de la competencia. El comité nacional organizador del país anfitrión puede decidir adoptar un tema para la Olimpiada. Tal tema, sin embargo, será usado solamente para la serie de conferencias y talleres que se ofrecen a los participantes y no tendrá relación con los temas seleccionados para la competencia.
Cada país puede participar con uno o dos estudiantes, con la excepción del país anfitrión, que puede participar con un máximo de diez.
La selección de los estudiantes que participan en una olimpiada internacional se hace en las competencias organizadas a nivel nacional, pero en casos excepciones se pueden seguir otros procedimientos con la aprobación del Comité Directivo. Estas competencias nacionales deberían ser organizadas por, o bajo los auspicios de, la sociedad filosófica nacional que sea miembro de la FISP. Si no existe una sociedad filosófica o si, existiendo esta, no está dispuesta a organizar la olimpiada nacional, o si cualquier otro procedimiento se ha empleado en el pasado, se pueden emplear otros procedimientos, que en todo caso estos estarán sujetos a la aprobación del Comité Directivo de la IPO.

## Administración
La administración de la IPO se lleva a cabo por los siguientes organismos:
1. El Comité Internacional consiste de los líderes de las delegaciones de aquellos países que han organizado una olimpiada internacional.
El Comité Internacional de la IPO se reúne cada año con ocasión de la Olimpiada, y discute las medidas que serán tomadas para el desarrollo futuro de la IPO. Está presidido por quien dirige el Comité Nacional Organizador de ese año. Cada año este comité selecciona a dos de sus miembros para representarlo en el Comité Directivo, y toma la decisión respecto del país en que se celebrará la siguiente IPO. El Comité Internacional tiene el derecho de excluir de la IPO a las personas o delegaciones que haya violado las regulaciones de la IPO. También está autorizado a elegir a dos o tres de sus miembros para hacer propuestas de cambios en los estatutos y para preparar un informe sobre estas propuestas en colaboración con los miembros de la FISP del Comité Directivo. Las propuestas que hayan sido acordadas por dos tercios de los miembros del Comité Internacional serán enviadas al Comité Directivo de la FISP.
2. El Comité Directivo de la IPO consiste de:
1. Un representante de la UNESCO.
2. Tres miembros del Comité Directivo de la FISP o sus representantes.
3. Dos miembros del Comité Internacional, elegidos cada año por el mismo.

Está presidido por el presidente de la FISP o su representante.
3. El Comité Nacional Organizador
El país anfitrión establecerá un Comité Nacional Organizador. Este comité se constituye cada año entre el 1 de junio y el 31 de mayo, y es responsable de la organización de la IPO anual. Se espera que coordine su planificación conjuntamente con el Comité Internacional y que lo mantenga informado de sus decisiones. Después de concluida la IPO, el Comité Nacional Organizador envía un informe completo de la competencia y su resultado al Comité Internacional, al Comité Directivo, la Comité Directivo de la FISP y a los otros participantes.

## La competencia
Antes del 1 de marzo de cada año, se espera que el líder de cada delegación nacional envíe una propuesta de temas al secretario general de la FISP. Esta propuesta (una breve cita, no mayor de cinco líneas, o una pregunta) debe ser enviada en al menos una de las lenguas oficiales de la IPO, indicando su fuente. Estas propuestas circularán entre los miembros del Comité Directivo de la FISP, quienes seleccionarán cuatro temas entre los enviados, u otros temas de su elección. Los temas seleccionados serán impresos en las cuatro lenguas oficiales de la IPO.

### Escritura de los ensayos
1. Cada estudiante escribe un ensayo sobre uno de los cuatro temas propuestos.
2. El estudiante debe elegir escribir en una de estas lenguas: inglés, francés, alemán o español; sin embargo, no debe escribir en la lengua o lenguas oficiales del Estado del que procede (es decir, un alemán no escribe en alemán).
3. El tiempo límite es de cuatro horas.
4. Los nombres de los autores de los ensayos están codificados, y no son conocidos por los evaluadores hasta que se ha decidido la calificación final.

### Evaluación
1. Los criterios de evaluación son: relación con el tema, comprensión filosófica del mismo, poder de persuasión de la argumentación, coherencia y originalidad.
2. Cada evaluador da su calificación en una escala de 1 a 10 puntos, con intervalos de 0.5.
Entre 7.5 y 10 puntos significa: recomiendo este ensayo para la siguiente etapa.
Entre 5.5 y 7 puntos significa: yo mismo no recomiendo que este ensayo, pero estoy de acuerdo si alguien lo elige.
Entre 1 y 5 puntos significa: sugiero que este ensayo no sea aceptado para la siguiente etapa.
3. En la primera etapa de la clasificación, cada ensayo es evaluado por cuatro jueces. Si hay más de tres puntos de diferencia entre los punteos que cada uno asigna, se designa un quinto juez. Al final de la primera etapa, todos los ensayos que han recibido una calificación promedio de al menos siete puntos son seleccionados para la segunda etapa.
4. En la segunda etapa, cada ensayo restante es calificado por dos jueces adicionales. La nota media de cada ensayo se calcula sobre la base de todas las calificaciones que ha recibido (tanto las de la primera etapa como las de la segunda). Al final de la segunda etapa, el jurado de la IPO selecciona tantos ensayos como considere apropiados para pasar a la tercera etapa.
5. En la tercera etapa, el Comité Directivo decide la distribución de los premios.

### Premios
Los premios son medallas simbólicas de oro, plata y bronce, y menciones honoríficas. El Comité Directivo puede otorgar más de una medalla en cada categoría.

## Lista de olimpiadas pasadas
| Año  | Lugar                   | Medalla de oro                                               | Medalla de plata | Medalla de bronce | Mención honorífica |
| ---- | ----------------------- | ------------------------------------------------------------ | --- | --- | --- |
| 1993 | Bulgaria                |                                                              | | | |
| 1994 | Petrich, Bulgaria       |                                                              | | | |
| 1995 | Stara Zagora, Bulgaria  |                                                              | | | |
| 1996 | Estambul, Turquía       |                                                              | | | |
| 1997 | Varsovia, Polonia       |                                                              | | | |
| 1998 | Braşov, Rumanía         |                                                              | | | |
| 1999 | Budapest, Hungría       |                                                              | | | |
| 2000 | Münster, Alemania       | Ognyan Kassabov                                              | Gianluca Rossi | Boris Popivanov | |
| 2001 | Filadelfia, EE. UU.     | Ute Scholl                                                   | Laura Lapierre | Felix von Lehmden | |
| 2002 | Tokio, Japón            | Silvia Crupano                                               | Vasilescu Ion Gheorghe | Akse Pettersson | |
| 2003 | Buenos Aires, Argentina | Torsten Schoeneberg                                          | Sergio Barberis | Gabriel Abelof | Sarah Helduser Mete Tuczu Hyun Lee Francesco D'Acunto Wojciech Orowiecki Andrei Poamă Sezen Kayhan |
| 2004 | Seúl, Corea del Sur     | Leopold Hess                                                 | Joanna Kusiak Lukas Steinacher Mert Bahadir Reisoglu                                                                                         | Seungwon Chang Matija Lavrinc Germán Díaz Valeriya T. Vitkova Elena Bellodi David Kovacs Andreea Elena Simion                      | |
| 2005 | Varsovia, Polonia       | Mikolaj Ratajczak Tomasz Przezdziecki Alexandru Marcoci      | Marta Sznajder Antti Saarilahti Nora Labo | David Himler Patricio Kingston Woo Chan Lee Jutta Obertegger Jae Won Choi                                                          | Roberta Di Nanni Agnieszka Kurzemska Marcin Kotowski |
| 2006 | Cosenza, Italia         | Efe Murat Balikcioglu                                        | Mateusz Chaberski | Saila Kakko | Johann Alexander Santiago Auat Stefano Burzo Margherita Busti Anna Drozdowicz Florin-Radu Gogianu Carmen Kautto Conrad Krausche Maximilian Huber Sara Musi Shapira Shiri Andras Schuller Joseph Steinlechner Daniel Thoms Peter Ujma Christian Danielov Vatchkov |
| 2007 | Antalya, Turquía        | Zeynep Pamuk                                                 | Daria Cybulska Stefan Stefanovic | Alexander Johann Martin Hergouth Soh Hyun-Min                                                                                      | Elena Alexandra Corbu Matthias Hoernes Milena Alexandrova Alexandrova Filip Taterka Clara Kropivsek Corina Cristine Lefter Heidi Meriste Luca Vegetti Bernát Iváncsics Christoph Schachenhofer Nanako Kurioka |
| 2008 | Iași, Rumanía           | Jan Seidel Sergiu Matei Lucaci Maria Alexandra Baneu         | Conrad Krausche Heta Nuutinen Andrea Beghini Michal Godziszewski                                                                             | Arina Cristina Baibarac Helene Sorgner Denis Tramonte Tal Yankovitz Kristina Kashfullina                                           | Perczel János Vallari Sawant Adrian Cristian Ardelean Toth Olivér István Maria Ciurchea Antoine Vuille Yuval David Hananel Iliá Gorbachov Lukas Paltanavicius Dalius Petrulionis Sebastian Köthe |
| 2009 | Helsinki, Finlandia     | Sarri Nironen                                                | Eliza Tymianska Petar Penev | Kristina Kashfullina Luiza Pasca                                                                                                   | Hyun-Kyu Kim Ayse Dilek Izek Pietari Kupiainen Patrick Mujunen |
| 2010 | Atenas, Grecia          | Aljaž Jelenko                                                | Kacper Kowalczyk Jaehyun Yoo | Tibor Backhausz Valeriu Alexandru Cuc Josef Piras                                                                                  | Erik Ramberg Ignas Rubikas Anita Ignatova Anna Smertina Alessio Rocca Paul Kuuse Tae Heun Kim Tapani Pulkkinen Platias Nikolaos Henning Rognlien Irina Horodinca Murel Leuenberger Chitra Adkar Nikolina Budan Firat Akova Karoliina Juulia Pulkkinen |
| 2011 | Viena, Austria          | Nikolaj Møller                                               | Chang Hyun Choi José Gusmão Rodrigues | Niklas Plaetzer Sakari Nuuttila Stavros Orfeas Zormbalas                                                                           | Mustafa Ayçiçegi Tibor Backhausz Franziska Bahl Miguel de la Riva Cristina Costina Diamant Vanessa Gstrein Milana Kostic Jwa Seong Lee Luka Mikec Dominykas Milašius Patrick Mokre Junho Oh Thierry Schütz Barbara Šoda Marie Vestergaard-Thomsen |
| 2012 | Oslo, Noruega           | Sarah Yoon Tadas Kriščiūnas                                  | Jeff Granhøj Aleksi Corea del Surpela Myrto Vlazaki Nishith Bharat Khandwala                                                                 | Niklas Plaetzer Abhinav Suresh Menon Stian Follevaag Ersvær                                                                        | Kasper Siim Viftrup Vaclav Masek Sánchez Guy Yassor Sun Young Hwang Justine Zepa Michail Sklaskis Djuro Ilic Sadaf Soloukey Lars Borge Hellesylt Diogo José Martins Lopes Corina Ezaru Darko Peric |
| 2013 | Odense, Dinamarca       | Róbert Palasik                                               | Theo Anders Abhinav Menon Hye Jin Lee | Petra Požgaj | Juan Nigri Esteban van Volcem Martin Kamenov Iliev Anton Thorell Steinø David Therkildsen Magnus Baunsgaard Kris Ida Mosegaard Märt Belkin Neal Graham Jonathan Krude Maria Oikonomoy-Makrygianni Lauris Zvirbulis Misa Skalskis Dominika Pankow José Forte Vraciu Cosmin Petru Denis Horvat Léonore Stangherlin Patrick Côté Estaban van Volcem Patric Coté Dominika Pankow          |
| 2014 | Vilnius, Lituania       | Vulpe dan Cristian Elina Karstie Jakob Gomolka Lukas Jonuška | Jacob Karlsson Lagerros Beatriz Santos Iván György Merkei Abhishek Dedhe João Madeira Tadas Temčinas Radosław Chagajeg Soloukey Tbalvandany  | Benedikt Zöchling Rafail Zoulis Maša Marić Justinas Mickus Janko Zeković Francisco Ríos Viñuela Bernt Johan Damslora Jani Patrakka | Federico Aguilar Chan Park Sophus Svarre Rosendahl Viviana de Santis Yuki Kanai Martin Molan Marta-Liisa Talvet Rūta Karbauskaitė Vraciu Cosmin Petru |
| 2015 | Tartu, Estonia          | Iván György Merker Antti Autio                               | Chagajeg Soloukey Tbalvandany Eleftherios Chatzitheodorides David Gjorgoski Martin Molan Sandro Huber Neven Borak Abhishek Dedhe Öznur Hancı | Ludovico Machet Dārta Paula Šveisberga Rosaria Caddeo Stanisław Jędrczak Teodora Groza Anda Maria Zahiu                            | Ivona Janjic Antonina Jamrozik Ana Paula Bellamy Orozco Augustė Saladytė Konstantin Krasimirov Tumanov Lara Gafner Helen Maria Raadnik Liisi Voll Petar Soldo Niklas Uhmeier Fredrik Johnsson Zsolt Hegyesi Kyu Bo Shim Ragna Heyne Viachaslau Verashchahin Nadal Abril Lucia Molina Alžběta Vítková Audun Rugstad Deyan Kirilov Madzharski                                           |
| 2016 | Gante, Bélgica          | Ihsan Baris Gedizlioglu Eui Young Kim Jungho Choi            | Hana Samaržija Teodora Groza Johanna U. Marstrander Drishtti Rawat                                                                           | Fabian Strobel Svit Komel Matthijs de Jong Sarp Çelikel Sara Pyykölä                                                               | Liwia Rogalewicz Anna Morandini Tathagat Bhatia Sonja Stiebahl Alexandre Eira Uladzislau Voinich Ábrahám Horváth Jan Brändle Matija Pušnik Roberta Del Pezzo Andreea Ioana Aelenei Matthias Verlinden Emil Kotzev Lilja Valtonen Aistė Grušnytė Helo Liis Soodla Tomoki Ishikawa Daan Van Cauwenberge Ruben Algoet Pavel Belkevich Polina Perova Frederico Cardoso Roberta Dell Pezzo |
| 2017 | Róterdam, Países Bajos  | Mor Divshi Nóra Schultz Milan Milenović                      | Mihnea Bâlici Hrvoje Kožić Rosalie Looijaard Victor Mordhorst Álvaro Salgado Carranza                                                        | Crista Erales Arth Gupta Kaarel Hänni Michal Karlubik Konstantinos-Marios Konstantinou                                             | Karolina Bassa Tathagat Bhatia Edoardo Calvello Reinis Cirpons Franciszek Cudek Simon Derudder Danilo Djukanovic Laura Evers Martina Fridl Amanda Häkkinen Leonie Hong Matthias Verlinden Boris Janevski Lóránt Kiss Carolien Krekt Isaias Moser Baoyi Ni Antonio Piltcher Arkadiy Saakyan Vasilen Vasilev Ajuna Soerjadi                                                             |